# 1916年夏季奥林匹克运动会
第六屆夏季奧林匹克運動會（英語：the Games of the VI Olympiad），原定於1916年在德意志帝國柏林舉行。然因第一次世界大战爆發而停辦。
埃及亞歷山卓和匈牙利布达佩斯曾提出申办。